# Tetraplodon stenophysatus
Tetraplodon stenophysatus là một loài rêu trong họ Splachnaceae. Loài này được Herzog mô tả khoa học đầu tiên năm 1939.